# Epipomponia elongata
Epipomponia elongata är en fjärilsart som beskrevs av Jordan 1928. Epipomponia elongata ingår i släktet Epipomponia och familjen Epipyropidae. Inga underarter finns listade i Catalogue of Life.